# Mactridae
Famille
Synonymes
- Gnathodontidae Neumayr, 1884
- Rangiidae P. Fischer, 1884

Les Mactridae sont une famille de mollusques bivalves marins.

## Étymologie
Le nom vient du genre type Mactra, dérivé du grec μακτρα / mactra, « pétrin ; instrument pour pétrir ou masser », probablement en référence à la forme de la coquille.

## Liste des genres
- Anatina Schumacher, 1817
- Lutraria Lamarck, 1799
- Mactra Linnaeus, 1767
- Mactrellona
- Mactromeris Conrad, 1868
- Mactrotoma Dall, 1894
- Mulinia Gray, 1837
- Raeta Gray, 1853
- Rangia Desmoulins, 1832
- Simomactra Dall, 1894
- Spisula Gray, 1837
- Tresus Gray, 1853